# Fövenyessy Bertalan
Fövenyessy Bertalan Szignója: Syber (Sajóvelezd, 1875. december 12. – Nagyenyed, 1967. szeptember 20.) magyar zeneszerző, zeneíró.

## Életútja
A budapesti Zeneakadémián szerzett énektanítói oklevelet (1912). A Bethlen Gábor Kollégium ének- és zenetanára (1911–39), a helyi iparosdalárda karmestere (1914–48), a Romániai Magyar Dalosszövetség országos karnagya. Alapítója és szerkesztője a rövid életű Magyar Dalárdák Lapjának (Nagyenyed 1923), társszerkesztője a Magyar Dalnak (Brassó-Kolozsvár, 1922–23), munkatársa a Kis Világ című gyermeklapnak, főmunkatársa az Enyedi Újságnak (1935) és az Enyedi Hírlapnak (1936–41). Írt verseket, ifjúsági regényt, elbeszélést; tankönyveket szerkesztett elemi és gimnáziumi osztályok számára, zenei gyűjteményeket adott ki együttesek s előadók részére. Melodrámát komponált, új dallamokat írt a zsoltárszövegekhez.